# ماريو فوكس
ماريو فوكس (بالألمانية: Mario Fuchs)‏ هو متزلج على الثلوج نمساوي، ولد في 9 أغسطس 1976 في Abtenau ‏ في النمسا.

## وصلات خارجية
- ماريو فوكس على موقع الاتحاد الدولي للتزلج (ركوب لوح الثلج) (الإنجليزية)
- ماريو فوكس على موقع أوليمبيديا (الإنجليزية)